# Granvanoeli
Granvanoeli è il terzo album in studio del gruppo musicale italiano Meganoidi, pubblicato il 28 aprile 2006.

## Descrizione
Come si evince da alcun interviste, la parola Granvanoeli non dovrebbe avere un significato preciso, ma rappresentare solo "...un suono, solo un suono, una parola inventata....". Il disco segna un cambio netto di stile rispetto dai precedenti lavori del gruppo, abbandonando le sonorità ska punk e i testi di protesta sociale per abbracciare il post-rock e sonorità più melodiche e introspettive.

## Tracce
1. At Dusk – 5:21
2. The Millstone – 3:50
3. Dai pozzi – 3:09
4. Anche senza bere – 3:35
5. 02:16 – 4:38
6. Quest'inverno – 5:22
7. Ten Black Rivers – 2:54
8. Nine Times Out of Ten – 3:09
9. Un approdo – 4:21
10. Granvanoeli – 2:11

## Formazione
- Davide Di Muzio - voce
- Mattia Cominotto - chitarra
- Luca Guercio - tromba, chitarra
- Riccardo Armeni - basso
- Fabrizio Sferrazza - sassofono, sintetizzatore
- Saverio Malaspina - batteria